# وربيرتو بنتو
وربيرتو بنتو (22 أغسطس 1978 بشتوتغارت في ألمانيا - ) هو لاعب كرة قدم برتغالي في مركز الوسط. شارك مع منتخب البرتغال تحت 21 سنة لكرة القدم. أما مع النوادي، فقد لعب مع أرمينيا بيليفيلد ونادي ساندهاوزن ونادي شتوتغارت ونادي غراسهوبر زيوريخ ونادي هرتا برلين وFC Astoria Walldorf ‏.

## وصلات خارجية
- وربيرتو بنتو على موقع قاعدة بيانات كرة القدم.إي يو (الإنجليزية)
- وربيرتو بنتو على موقع بيانات كرة القدم. دي إي (الألمانية)
- وربيرتو بنتو على موقع Soccerway.com (الإنجليزية)
- وربيرتو بنتو على موقع عالم كرة القدم.نت (الإنجليزية)